# Calibre (ingeniería)

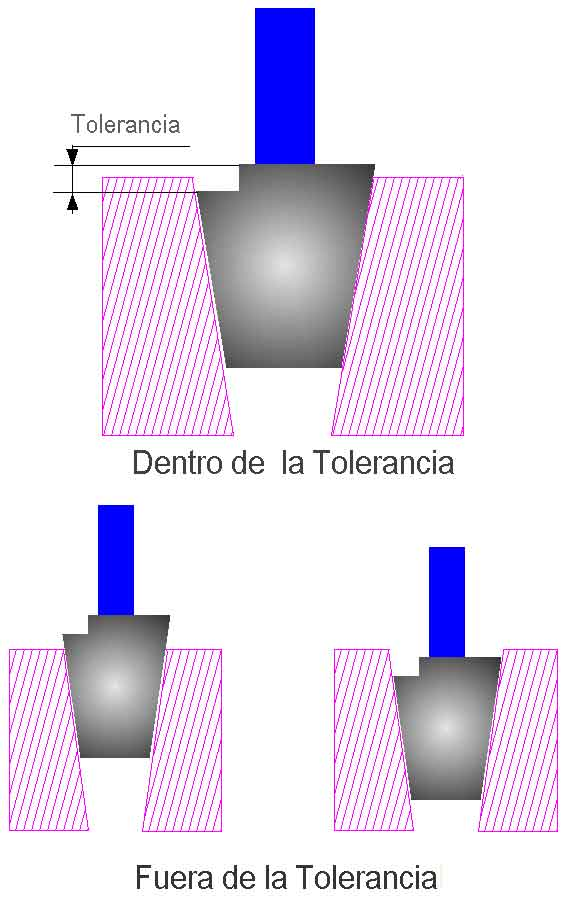
Ejemplo de calibre. Se presentan los límites de tolerancia (dentro de los límites y fuera de ellos). Tampón «Pasa/No Pasa».

En ingeniería un pie de rey, un tampón «Pasa/No Pasa» o un micrómetro son ejemplos de calibres, y pueden utilizarse genéricamente para controlar cualquier longitud, diámetro, etc. Es posible encontrarlos en cualquier departamento de calidad o laboratorio de metrología.
Los calibres dimensionales específicos, a diferencia de los anteriores, no están pensados para ser utilizados genéricamente con cualquier pieza. Se diseñan para controlar específicamente una pieza o familia de piezas que tienen las mismas características que se quiere controlar. Son muy utilizados en los sectores industriales del automóvil, electrodomésticos, ferroviario, aeronáutica, etc., por parte de los fabricantes de piezas y componentes. También son denominados galga o útil de control y están diseñados para verificar una pieza determinada.
Los calibres pueden verificar piezas de diferentes naturalezas (inyectadas o sopladas en plástico, vidrio, de acero fundido, forjado o estampado, etc.). Los materiales para construir el calibre vendrán determinados por la naturaleza de la pieza a controlar, las cotas de control y las tolerancias de estas. El centraje y la fijación de la pieza será un aspecto clave.
La complejidad del calibre específico puede ser muy variable en función de lo que se quiera medir y de sus tolerancias. Se puede medir un diámetro, un conjunto de distancias o incluso controlar todas las cotas críticas de una pieza.
Las mediciones se pueden hacer con sistemas cuantitativos que determinan la desviación exacta respecto a la medida nominal, utilizando relojes comparadores, reglas o juegos de calas, o también puede medirse cualitativamente con tampones pasa/no pasa, para determinar si una cota es “OK” o “NO OK”.
En un calibre también se pueden medir fuerzas con dinamómetros o contrapesos, o incluso pares de fuerza con llaves de torsión.
Los calibres deben estar verificados periódicamente para asegurar que se encuentran en perfectas condiciones.